# 少年羽狩人
『少年羽狩人』（しょうねんはかりゅうど）は、喜久田ゆいによる日本の漫画作品。ファンタジー漫画。『コミックZERO-SUM』（一迅社）にて連載された。2008年10月号では誌上にてドラマCDが販売される。

## あらすじ
見目麗しく、美しい羽を持つ希少な種族「妖精族（ようせいぞく）」。その羽を手に入れたものは幸せになれるという。それゆえに「狩人（ハンター）」に命を狙われる妖精（ニンフィ）を守るため人間が設立した「保護団体」がある。最愛の人を殺すため狩人になったレンと、保護団体のシエルが出会ったとき、新たな物語が生まれる……。

## 登場人物
声はドラマCDにおいてのキャスティング。

### 妖精（ニンフィ）
生まれつき男性しかおらず、子供が出来た時だけ女性化するが、同族同士であっても子供が出来にくい種族。そのため、成人した4人から5人が一つ屋根の下で暮らし、子供を作ろうと努力する習性がある。羽には幻覚を見せる能力があるが、同族には効かない。能力の制御は精神によるところが大きく、暴走すると同族が力をぶつけることでしか元に戻せない。成人すると成長スピードが人間の4分の1ほどになる。
元々は罪によって地上へ堕とされた天使の末裔達であり、神がその罪を許したためいずれ天に帰ることになっているらしいが、「妖精の羽を持つ者は幸運に恵まれる」との噂から、狩人に狙われている。
村には結界が張られており、同族でなければ感知できない。
レン・ラフィー
声：石田彰
主人公。妖精にして狩人でもある。透明の羽をもって生まれたため「不吉な羽」と言われたが、イーアに助けられる。彼を非常に慕っており、彼に付いて花国亭へ行ったこともある。よく女に間違われる。
ある日花国亭から村へ帰ると、村は狩人に襲われていた。自身も狩られそうになるが「下がれ」という声に救われる。ところがその声の主はイーアだった。そのため、「裏切られた」と彼を激しく憎み狩人になる。また、そのときに彼からもらった髪飾りをつけている。
その後、船の上で保護団体のシエルに出会い、一緒に旅をすることになる。保護団体の施設にいたが、また旅を始めた。イーアのことがあるため裏切りには過剰に反応し、人を信じることができずにいたが、シエルと出会い少しずつ変わってきている。最後はイーアと和解し、保護団体に入団している。
料理は苦手で、いつもシエルに作ってもらっている。
イーア
声：岸尾だいすけ
妖精だが、狩人と通じレンたちの村を滅ぼした。面倒見がよく、レンの剣も彼が教えた。度々村の結界の破れ目から脱出して、人間達の中で過ごしており、ある日、遊郭・花国亭でハンターが自分達の村を襲うことを知って長に知らせたが、反対に牢屋へ閉じ込められてしまう。そこへ来たレンと「一緒に逃げよう」と約束をし、それを支えとしていた。しかし、当日レンはある想いから成人の儀に出ており、深い絶望を味わう。その後、村を出て狩人と通じ今に至る。レンは彼に裏切られたと思っているが、レンが成人の儀に出ていたという事実から、彼は「先に君が裏切った」と告げる。
黒い羽を持っており、レンと同じく珍しい羽である。そのため、村で迫害を受けており、幼い頃から村を脱出しては見つかって牢に閉じ込められていた。牢の中にいたある日、前長と話し、髪飾りを受け取る。以来迫害は一応なくなった。成人の儀の後、罪人の塔へ連行される前長と遭遇し、村の掟を知らされてから閉鎖的な村のあり方に疑問を持ち、妖精の世界を壊す者になろうと思うようになった過去を持つ。彼なりに妖精の未来を憂えていたのだが、半分は最愛のレンを独占するための行動だったという。
悠路を事故に見せかけて殺すなど、自分の邪魔になるのなら人を殺すこともいとわない。レンと彼に関わる人を憎んでいるらしい。
村を出て以降、度々他者に自分の羽を渡しており、最後には幻覚を見せることはおろか、飛ぶことすら出来なくなっていた。
終盤でレンと和解したが、部下として使っていた2人に裏切られ、レンの力の暴走がきっかけで起きた遺跡の崩壊と地割れに巻き込まれ、崖下に転落して死亡。最終話の後日談では、サチとの間に子供が出来ていたことが判明。
ヒナ
声：森永理科
子供の妖精。見世物小屋でビスという動物に幻影を使って変化しているときに、レンたちと出会う。ハルートに襲われたところをレンに助けられ、その後行動を共にする。村はもうなく、「レンと一緒なら」という条件で保護団体へ行く。レンは大好きだが、シエルのことは嫌い。
その後、保護団体で出会った美苑に好意を持ち、彼女の延命のために羽の力を使うことを選ぶ。
スン、ジル
レンやイーアと同じ村に住んでいた。レンたちと仲が良かったが、イーアの連れてきた狩人たちに殺される。

### 保護団体
妖精を保護するために世界各地に団員を派遣している団体。施設の位置がバレては困るため、保護した妖精たちの力を借りて結界を張っている。
シエル
声：小野大輔
16歳頃までの記憶がない青年。美桐に助けられ、保護団体に入る。保護団体の人間は文武両道だが、彼もそれに漏れず短剣の使い手。美桐とは恋人どうしだったが、妹を助けるために狩人になろうとする彼女を止めることができなかった。
レンと出会い一緒に旅をするが、途中で美桐と再会。狩人の組織のことを聞き、ヒナを連れて先に保護団体へ行ってしまう。追いついたレンに撃たれるが、命に別状はなかった。
単行本の書き下ろし後日談によると、妖精たちが天に帰るまで彼らを守るために、神から遣わされた天使らしい。
美桐（ミギリ）
声：田中理恵
スタイル抜群な女性の狩人。元・保護団体の人間で、体が弱く寝込みがちな妹・美苑（ミソノ）がいる。妹を延命させるため、保護団体から脱走して、幻覚能力を持つ妖精の羽を狙う狩人となったが、後にヒナが協力を申し出たため、終盤では組織の実態を調べるため狩人組織のスパイをやっていた。
ルーディ
保護団体の長である女性。半妖精で葵色の羽を持つが、幻覚を見せる能力は持たない。

### その他
ハルート
声：子安武人
保護団体がマークしている狩人の1人。男性。
カルーア・サチ
声：野中藍
8歳で花国亭に売られ、長い間過ごしてきたが、イーアに身請けされて救われた少女。イーアを愛し、イーアのためにレンやシエルに近づく。終盤で妊娠していたらしく、最終話の後日談では、イーアに良く似た子供を授かっている。
サクラ=悠路（ユージ）
レンが乗った船の船医。加音は婚約者で、「エンゲージ･ベル」を持っていた。故郷に帰ったら式を挙げる予定だったが……。
加音（カオン）
悠路の婚約者。イーアによく似た容姿をしている。悠路とは孤児院時代の仲間でもある。イーアから羽を受け取り、その幻覚の力をレンたちに向けた。

## 単行本
1. 2008年1月25日 ISBN 9784758053327
2. 2008年8月25日 ISBN 9784758053662
3. 2009年6月25日 ISBN 9784758054188
4. 2009年10月24日 ISBN 9784758054478